# 하이링구

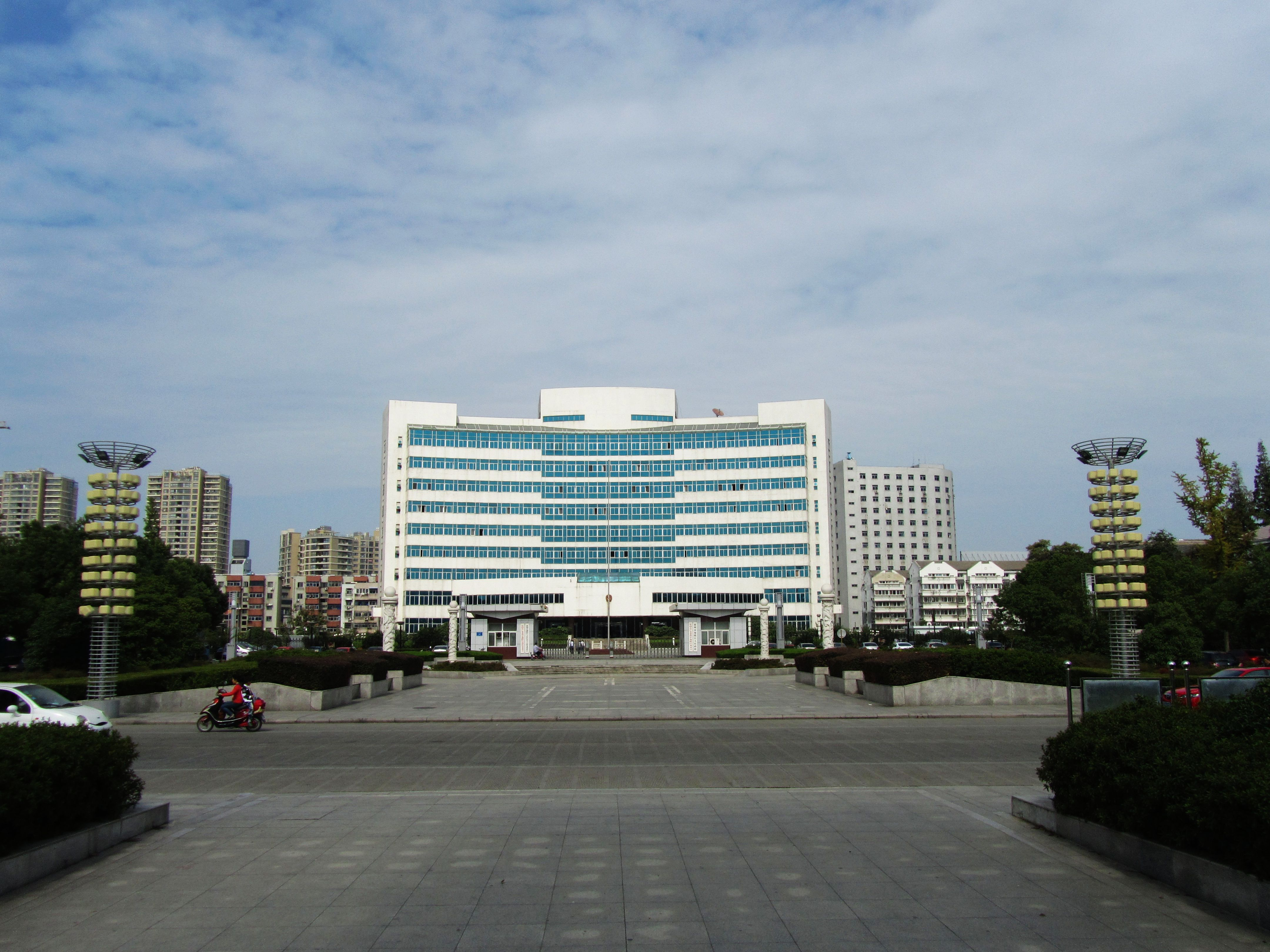

하이링구(한국어: 해릉구, 중국어: 海陵区, 병음: Hǎilíng Qū)는 중화인민공화국 장쑤성 타이저우 시의 현급 행정구역이다. 넓이는 210km2이고, 인구는 2007년 기준으로 450,000명이다.

## 행정 구역
9개 가도, 3개 진을 관할한다.
- 가도: 城东街道, 城西街道, 城南街道, 城中街道, 城北街道, 泰山街道, 京泰路街道, 凤凰路街道.
- 진: 九龙镇, 寺巷镇（由泰州经济开发区管理）, 苏陈镇.